# فمخيشومية
الفَمخيشُومِيّة  هي حيوانات بحرية صغار الأحجام شبيهة بالأسماك ، لها حبل ظهري يبقى طوال حياتها ،وحبل عصبي ظهري أجوف ،وتمضي معظم حياتها مدفونة بنهاياتها الخلفية في قعور المياه الساحلية.